# Tosefta
Tosefta este o compilare suplimentară a Legii Orale ebraice din perioada textelor mișnaice. 

## Privire generală
Tosefta este acceptată ca un text suplimentar pentru Mișna (tosefta înseamnă "supliment"). Mișna este compilarea de bază a legii orale a iudaismului și a fost compusă în anii 200 e.n. Tosefta este o lucrare halahică care corespunde după structură textelor talmudice, cu divizarea în sedarim("ordine") și masekhot ("tratate"). Tosefta este scrisă în dialectul mișnaic al limbii ebraice, cu unele fragmente în aramaică.
Mișna a fost redactată de Iuda haNasi în conlucrare cu membrii academiei sale. Tosefta a fost editată de rabbi Hiia bar Abba și Oshaiah, din propria inițiativă, de aceea Tosefta este considerată mai putin autoritativă în școlile evreiești ortodoxe. 
Textul Tosefta acceptă verbatim Mișna. Tosefta expune deschis numele autorilor din Mișna. Multe fragmente din Tosefta comentează legile, aprovizionîndu-le cu glose și discuții adiționale. Tosefta funcționează ca un material referențial la textele mișnaice și oferă informații din Agada, adică "tradiția" discuțiilor talmudice. S-au depistat unele contradicții în aplicarea Halaha (Legii ebraice) sau în atribuirea legii unor sau altor nume autoritative.

## Comentatori ortodocși
Comentariul definitiv la Tosefta a fost dat de Rabi Yehezkel Abramsky în Hazon Yehezkel (24 volume, 1925-1975 în limba ebraică).